# Galton-Watson-Prozess
Der Galton-Watson-Prozess, benannt nach dem britischen Naturforscher Francis Galton (1822–1911) und seinem Landsmann, dem Mathematiker Henry William Watson (1827–1903), ist ein spezieller stochastischer Prozess, der benutzt wird, um die zahlenmäßige Entwicklung einer eingeschlechtlichen Population von sich selbst replizierenden Individuen mathematisch zu modellieren. Er wird bisweilen auch als Bienaymé-Galton-Watson-Prozess bezeichnet, zu Ehren des Franzosen Irénée-Jules Bienaymé (1796–1878), der dasselbe Problem bereits längere Zeit vorher bearbeitet hatte.

## Geschichte

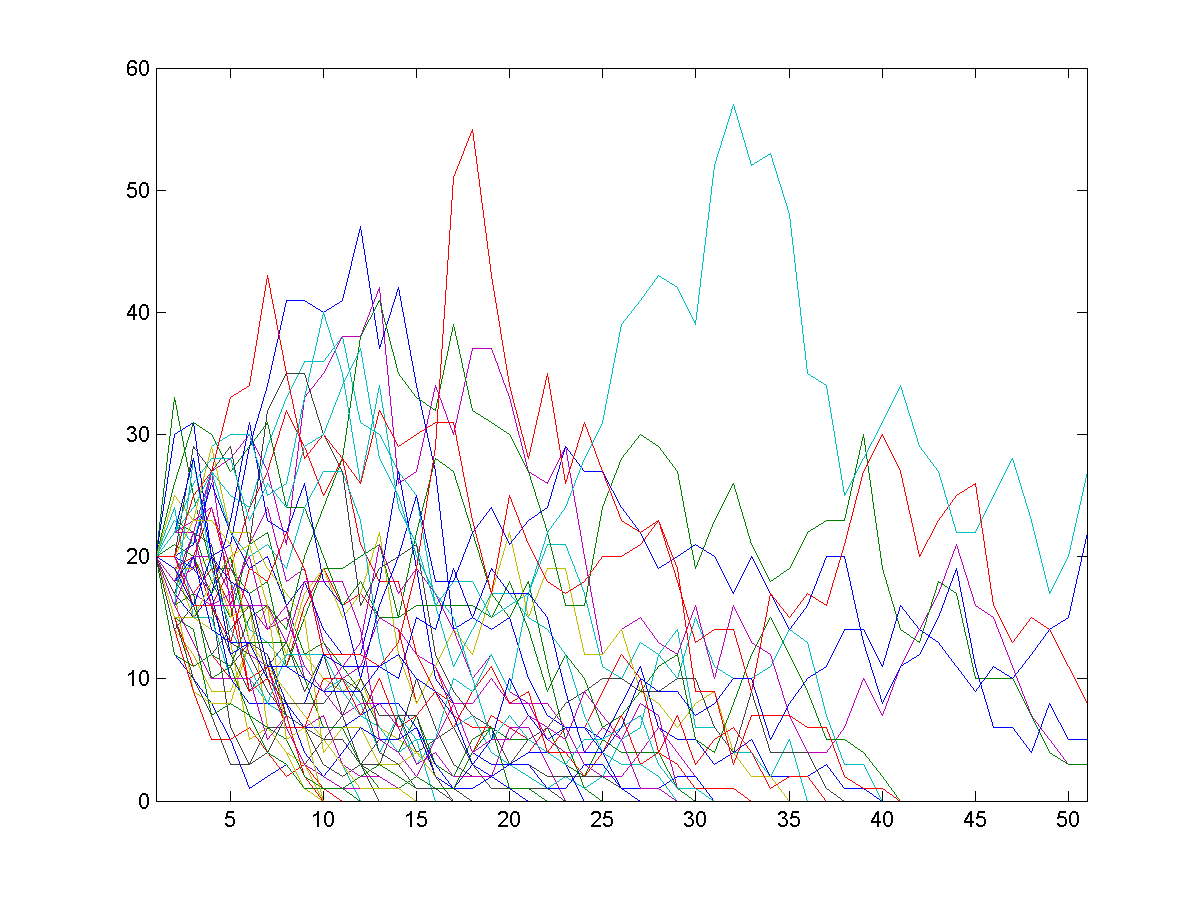
50 unabhängige GW-Prozesse mit Startwert 20 und Poisson-verteilten Nachkommen mit Parameter 0,95. Bereits bei t=41 sind alle bis auf 6 Populationen ausgestorben.

Im England des viktorianischen Zeitalters war die Aristokratie zunehmend besorgt über den Umstand, dass immer wieder Adelsgeschlechter aus Mangel an männlichen Nachkommen ausstarben und somit immer mehr traditionsreiche Namen aus der adligen Gesellschaft verschwanden. Galton, der selbst kein Mathematiker war, veröffentlichte 1873 in der Wissenschaftszeitschrift Educational Times die Frage nach der Wahrscheinlichkeit einer solchen Auslöschung und erhielt prompt Antwort von Watson. Im darauffolgenden Jahr erschien ihre Gemeinschaftsarbeit On the probability of extinction of families, in welcher sie ein stochastisches Konzept vorstellten, das heute als Galton-Watson-Prozess bekannt ist. Das Ergebnis, zu dem sie kamen, war, dass bei konstanter Bevölkerungszahl im Laufe der Zeit alle Namen bis auf einen aussterben würden. Offenbar entstand diese Arbeit im Unwissen über die Ergebnisse von Bienaymé.

## Mathematische Modellierung

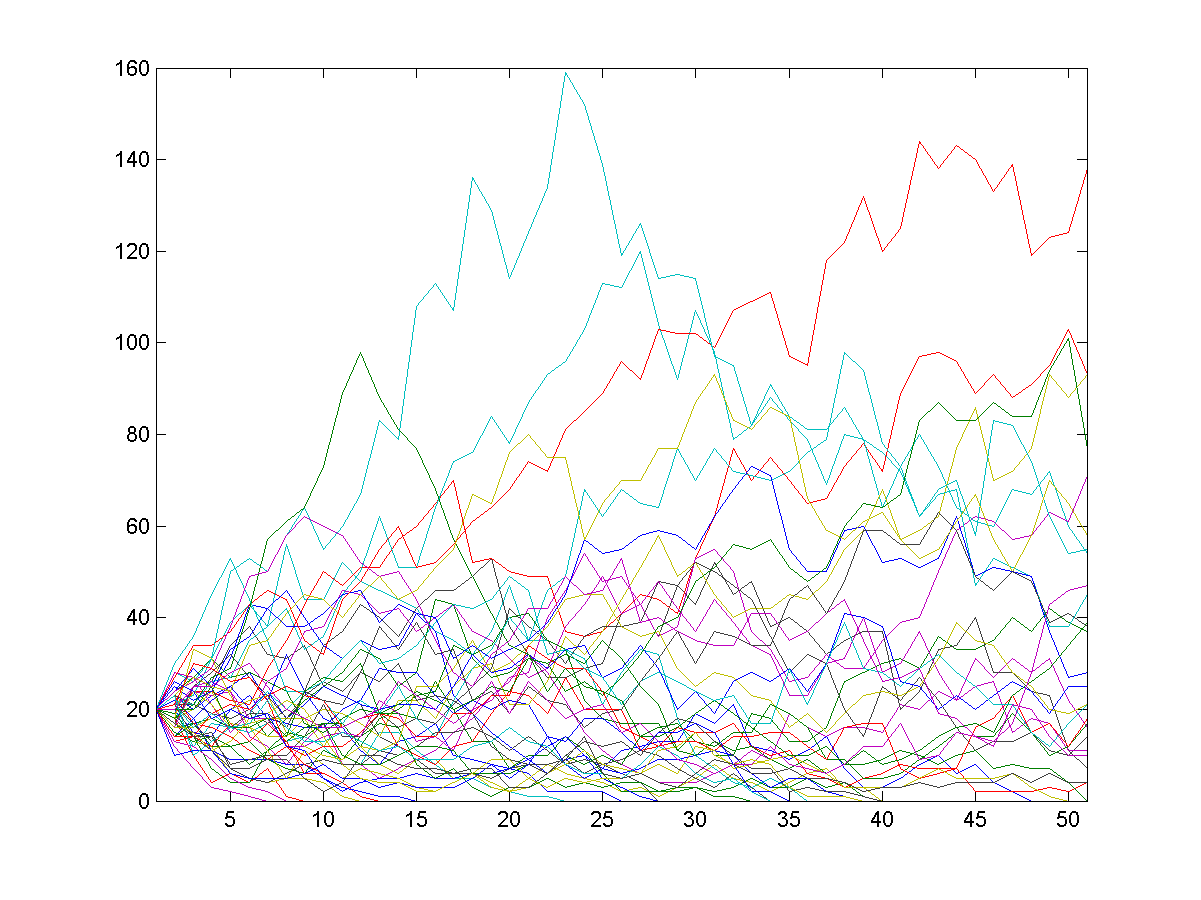
Dasselbe Experiment mit Poisson-Parameter 1 (statt 0,95). Diesmal haben bis t=50 ganze 24 von 50 Populationen überlebt.

Der Galton-Watson-Prozess zeichnet sich durch folgende Modellannahmen aus:
- Jedes Individuum lebt exakt einen Zeitschritt lang.
- Das {\displaystyle i}-te Individuum im {\displaystyle n}-ten Zeitschritt hinterlässt unabhängig von allen anderen Individuen eine gewisse Anzahl an Nachkommen gemäß einer Zufallsvariable {\displaystyle Z_{n}^{i}}.
- Alle {\displaystyle Z_{n}^{i}} sind unabhängig identisch verteilt mit Verteilung {\displaystyle p}, die nur Werte in {\displaystyle \mathbb {N} _{0}} annimmt.
- Die Population startet mit einem Individuum.

Die letzte Annahme ist sinnvoll, da aufgrund der Unabhängigkeit der Fortpflanzung der Start mit {\displaystyle j} Individuen äquivalent ist zu {\displaystyle j} parallel voneinander laufenden Prozessen mit einem Individuum als Startpopulation.
Sei nun {\displaystyle X_{n}} die Anzahl der lebenden Individuen zum Zeitpunkt {\displaystyle n} (im ursprünglichen Modell die Anzahl der männlichen Stammhalter). Es gilt
{\displaystyle X_{0}=1}
und
{\displaystyle X_{1}=Z_{1}^{1}}
Dann folgt aufgrund der unabhängigen Fortpflanzung
{\displaystyle X_{n+1}=\sum _{i=1}^{X_{n}}Z_{n}^{i}}
Gab es nun in der {\displaystyle n}-ten Generation genau {\displaystyle k} Individuen, so ist die Verteilung von {\displaystyle X_{n+1}} eindeutig bestimmt durch
{\displaystyle (X_{n+1}|X_{n}=k)\sim p^{k*}}
Hierbei ist  {\displaystyle p^{k*}} die {\displaystyle k}-fache Faltung der Verteilung {\displaystyle p}. Dies folgt direkt aus der Aufsummierung der unabhängigen Zufallsvariablen.
Somit ist der Galton-Watson-Prozess eine zeitlich homogene Markow-Kette in diskreter Zeit und abzählbarem Zustandsraum. Die (abzählbar unendlich große) Übergangsmatrix ist durch
{\displaystyle \Pi _{k,l}:=p^{k*}(l)}
gegeben. Die Wahrscheinlichkeit, {\displaystyle l} Individuen zu erhalten, wenn davor {\displaystyle k} Individuen vorhanden waren, wird durch die Faltung der Verteilung {\displaystyle p} gegeben.

## Die Aussterbewahrscheinlichkeit
Die Frage, an der Galton und Watson interessiert waren, war die nach der Wahrscheinlichkeit des Aussterbens einer Population. Die Wahrscheinlichkeit, dass in der {\displaystyle n}-ten Generation kein Individuum mehr lebt, ist {\displaystyle q_{n}:=P(X_{n}=0).}
Da aber die 0 ein absorbierender Zustand ist (es gilt {\displaystyle \Pi _{0,0}=1}), also beim einmaligen Betreten nie wieder verlassen werden kann, gilt immer: Ist {\displaystyle X_{n}=0}, so ist auch {\displaystyle X_{n+1}=0}. Daraus folgt direkt, dass die Wahrscheinlichkeiten, sich in der 0 zu befinden, monoton wachsend sind: {\displaystyle q_{n+1}\geq q_{n}}. Somit ist die Aussterbewahrscheinlichkeit
{\displaystyle q:=\lim _{n\to \infty }q_{n}}
Die Berechnung der Aussterbewahrscheinlichkeit erfolgt mittels der wahrscheinlichkeitserzeugenden Funktion {\displaystyle m_{n}(t)} der {\displaystyle X_{n}}. Es gilt {\displaystyle m_{1}(t)=m_{p}(t)} und dann folgt induktiv unter Ausnutzung der Tatsache, dass Summen über eine zufällige Anzahl von Summanden als Verkettung von erzeugenden Funktionen dargestellt werden können:
{\displaystyle m_{n+1}(t)=m_{n}(m_{p}(t))=m_{p}^{\circ (n+1)}(t)}
wobei {\displaystyle f^{\circ n}} die {\displaystyle n}-fache Komposition (Hintereinanderausführung) einer Funktion {\displaystyle f} bezeichnet. Da
{\displaystyle m_{n}(0)=P(X_{n}=0)}
gilt, ist
{\displaystyle q=\lim _{n\to \infty }m_{n}(0)}.
Daraus folgt, dass die Aussterbewahrscheinlichkeit der kleinste nichtnegative Fixpunkt der wahrscheinlichkeitserzeugenden Funktion von {\displaystyle p} ist, also Lösung der Gleichung
{\displaystyle m_{p}(t)=t}.
Es gilt dann:
- ist {\displaystyle \operatorname {E} (p)=m'_{p}(1)\leq 1}, so ist {\displaystyle q=1}, die Population stirbt also fast sicher aus.
- ist {\displaystyle \operatorname {E} (p)=m'_{p}(1)>1}, so liegt die Aussterbewahrscheinlichkeit echt zwischen 0 und 1.

Ausnahme dieser Betrachtungen ist der Fall, das jedes Individuum genau einen Nachkommen erzeugt: {\displaystyle p(1)=1}. Dies ist dann ein trivialer absorbierender Zustand.

## Beispiel
Angenommen, jedes Individuum hat unabhängig von allen anderen Individuen eine gewisse Anzahl Nachkommen, die geometrisch verteilt zum Parameter {\displaystyle p={\tfrac {1}{2}}} ist, also die Wahrscheinlichkeitsfunktion
{\displaystyle p(\{k\})={\frac {1}{2^{k+1}}}}
für alle {\displaystyle k\in \mathbb {N} _{0}} besitzt. Dann ist
{\displaystyle m_{p}(t)={\frac {p}{1-(1-p)t}}}
Per Induktion lässt sich zeigen, dass
{\displaystyle m_{p}^{\circ n}(t)={\frac {n(1-t)+t}{n(1-t)+1}}}
und demnach
{\displaystyle q=\lim _{n\to \infty }m_{p}^{\circ n}(0)=1}
gilt, die Population stirbt also fast sicher aus. Das hier verwendete Vorgehen ist die Ausnahme, meistens kann keine direkte Formel für die {\displaystyle n}-fache Verkettung angegeben werden.
Das klassische Vorgehen wäre, den Erwartungswert von {\displaystyle p} zu berechnen und dann gegebenenfalls den Fixpunkt zu bestimmen. Da hier aber schon der Erwartungswert 1 ist, kann auf die Berechnung des Fixpunktes verzichtet werden.

## Anwendungen
Zuerst blieb das Problem der aussterbenden Nachnamen das einzige, auf das das Galton-Watson-Konzept angewendet wurde. Doch schon bald begannen Biologen, damit die Ausbreitung von Lebewesen zu modellieren. 
Das Galton-Watson-Modell findet ebenfalls Verwendung im Zusammenhang mit der Warteschlangentheorie bis hin zur Ausbreitung von ansteckenden Krankheiten und zur Verbreitung von Computerviren oder Kettenbriefen.

### Multiplikative Prozesse (Neutronen)
Der GW-Prozess wurde in den 1940er Jahren durch den Mathematiker Stan Ulam und David Hawkins für das Problem der Multiplikation von Neutronen-Kettenreaktionen „wiederentdeckt“ und für den Anwendungszweck weiterentwickelt (Los Alamos Report LA-171). Weitere Beiträge lieferten auch Frederic de Hoffmann und Richard Feynman.

### Modellierung von Epidemien
Der Beginn einer Epidemie in einer großen Bevölkerung kann als Galton-Watson-Prozess aufgefasst werden. Die „Individuen“ sind dann infizierte Personen in der Zeitspanne, in der sie die Infektion auf andere Personen übertragen können. Die Aussterbewahrscheinlichkeit ist die Wahrscheinlichkeit, dass es zu keiner großen Epidemie kommt. Die Zahl E(p) ist die Basisreproduktionszahl der Infektion.

## Galton-Watson-Prozess mit mehreren Typen
Die Reproduktion einer heterogenen Bevölkerung kann mit einem Galton-Watson-Prozess mit mehreren Typen (englisch multitype Galton-Watson-process) modelliert werden. Angenommen es gibt {\displaystyle K} Typen von Individuen, die Individuen des gleichen oder eines anderen Typs erzeugen können. Sei
{\displaystyle p_{ik}} die Wahrscheinlichkeit, dass ein Individuum des Typs {\displaystyle i} genau {\displaystyle n} Individuen des Typs {\displaystyle k} erzeugt. Dann ist die Matrix der ersten Momente die Matrix mit den Elementen
{\displaystyle m_{ik}=\sum _{n=1}^{N}np_{ik}(n)}.
Wenn der größte Eigenwert dieser Matrix < 1 oder = 1 ist, dann ist die Aussterbewahrscheinlichkeit gleich 1.
Galton-Watson-Prozesse mit mehreren Typen werden in der mathematischen Theorie der Epidemien angewendet, wenn die von der Epidemie betroffene Bevölkerung hinsichtlich von epidemiologisch relevanten Eigenschaften heterogen ist. Im Fall von Geschlechtskrankheiten in der heterosexuellen Bevölkerung ist es naheliegend, zuerst einen Prozess mit zwei Typen, männlich und weiblich, zu betrachten. Um die Ausbreitung von HIV in einer Bevölkerung von monogamen heterosexuellen Paaren zu modellieren, kann man noch weiter gehen und einen Galton-Watson-Prozess mit mehreren Typen definieren, bei dem das Geschlecht und das Alter oder die Ordinalzahl der Partnerschaft, in der die Infektion stattgefunden hat bzw. stattfinden wird, den Typ bestimmen. Dieser Ansatz kann auch zur Berechnung der Basisreproduktionszahl verwendet werden.

## Bisexueller Galton-Watson Prozess
Bei dieser Variante eines Galton-Watson-Prozesses besteht die Grundpopulation aus männlichen und weiblichen Teilchen, die Paare bilden müssen, um sich fortzupflanzen. Nun spielt für die Frage der Aussterbewahrscheinlickeit auch die Paarungsfunktion (die bestimmt, wie Teilchen zu heterosexuellen Paaren zusammenfinden) und nicht nur ihre Fruchtbarkeit eine entscheidende Rolle.
Die Beschreibung der Entwicklung eines solchen Prozesses wird damit i. A. wesentlich komplizierter, jedoch spielt für seine Aussterbewahrscheinlichkeit die sogenannte mittlere asymptotische Reproduktionsrate von Paaren eine ähnlich wichtige Rolle wie {\displaystyle \operatorname {E} (p)} für den (asexuellen) Galton-Watson-Prozess.